# Deinacrida rugosa
Deinacrida rugosa hoặc Cook Strait giant weta là một loài côn trùng thuộc họ Stenopelmatidae. Đây là loài đặc hữu của New Zealand.